# Comté de Polk (Minnesota)
Pour les articles homonymes, voir Comté de Polk.
Le comté de Polk est situé dans l’État du Minnesota, aux États-Unis. Il comptait 30 708 habitants en 2000. Son siège est Crookston.